# جیوانی ریاض نوسیر
جیوانی ریاض نوسیر (انگلیسی: Jwani Riad Noseir; ۶ فوریهٔ ۱۹۱۳ – ۱۶ فوریهٔ ۲۰۰۵) بازیکن بسکتبال اهل مصر بود.